# São Bento (Angra do Heroísmo)
São Bento é uma freguesia  do município e da cidade de Angra do Heroísmo, na ilha Terceira, Região Autónoma dos Açores, com 8,66 km² de área e 1909 habitantes (censo de 2021). A sua densidade populacional é 220,4 hab./km².

## Descrição
Esta freguesia é uma das freguesias urbana de Angra do Heroísmo, tem uma área de 8,66 km², e estende-se desde o litoral, a sul até à Caldeira Guilherme Moniz, a norte e até à Serra do Morião, confrontando a nordeste com a freguesia do Porto Judeu, a nascente com a freguesia da Ribeirinha e a poente com a freguesia de Nossa Senhora da Conceição.
Apresenta um povoamento bastante disperso que se localiza ao longo das principais vias. Para nascente através da estrada regional entre Largo de São Bento e Carreirinha e para norte através da Ladeira de São Bento, Vale Linhares, São Luís, até ao Pico Redondo.
Esta freguesia é composta pelos seguintes logares: Achada, Arco, Cambalim, Canada da Ribeirinha, Carreirinha, Copins, Grota do Vale, Ladeira do Livramento, Ladeira de São Bento, Largo de São Bento, Reguinho, Pico Redondo, São Luís e Salto.

## História
Esta localidade apesar de ser elevada a freguesia em 1572, só em 1583 é que surgem os primeiros registos paroquiais desta localidade já tendo como orago São Bento.
Foi por intervenção do primeiro Capitão do donatário da ilha, Jácome de Bruges e do Infante D. Henrique que vieram para a ilha Terceira corria o ano de 1456, D. Álvaro Vaz de Meneses e Gonçalo Ximenes Bettencourt. Ao primeiro foram dados os vastos terrenos que se estendem entre a Grota do Vale e o Porto de Pipas.
A D. Gonçalo Ximenes Bettencourt ou Betencór e a sua esposa, provenientes da ilha da Madeira, foram dados os terrenos de Vale de Linhares, onde se estabeleceram e que segundo alguns historiadores recebeu dos povoadores o nome de Linhares pelo facto de ambos, para não serem conhecidos, terem adoptado os apelidos de Gonçalo de Linhares e Violante Pires.
Este D. Gonçalo Ximenes Bettencourt e por cedência de Jacóme de Bruges, tomou posse desde os terrenos da Grota do Vale até ao Pico Redondo, dando assim início ao estabelecimento do povoado volta de 1460.
Assim, foi com o apelido Linhares que o lugar onde residiram passou a ser conhecido e pelo facto de se localizar num vale rapidamente foi denominado Vale de Linhares, nome que se mantêm até à actualidade.
Junto a esta localidade foi fundado o povoamento da Achada nos terrenos que mais tarde foram herdados pelo Visconde de Bruges, que mandou construir casas onde viveram os primeiros colonos.
Esta povoação da Achada cresce e ao ponto de os seus habitantes procederem à edificaram de um tempo, a Igreja de São Teotónio.
O Padre Jerónimo Emiliano de Andrade, nas suas notas históricas diz sobre esta localidade:
“O campo das Achadas forma um imenso vale, cheio de campinas novamente roteadas, no qual se está formando uma nova povoação, que em breve virá a ser mui populosa e brilhante”.
Principalmente devido ao clima ser bastante adverso já que o povoado da Achada se localizava em altitude, deu-se gradualmente a desertificação do local, com as moradias e a igreja a ficaram em ruínas. Os habitantes deslocaram-se para o vizinho povoado de Vale de Linhares fundado por Gonçalo Ximenes Bettencourt, levando consigo a imagem de São Teotónio que foi colocada no templo já então existente, a Igreja de São Bento.

## Demografia
A população registada nos censos foi:
| Distribuição da População por Grupos Etários | Distribuição da População por Grupos Etários | Distribuição da População por Grupos Etários | Distribuição da População por Grupos Etários | Distribuição da População por Grupos Etários |
| -------------------------------------------- | -------------------------------------------- | -------------------------------------------- | -------------------------------------------- | -------------------------------------------- |
| Ano                                          | 0-14 Anos                                    | 15-24 Anos                                   | 25-64 Anos                                   | > 65 Anos                                    |
| 2001                                         | 440                                          | 304                                          | 988                                          | 236                                          |
| 2011                                         | 277                                          | 294                                          | 1162                                         | 267                                          |
| 2021                                         | 243                                          | 225                                          | 1104                                         | 337                                          |